# Валєєв Кім Галямович
Кім Галямович Валєєв (нар. 29 квітня 1936, Москва — пом. 5 липня 2013) — радянський та український математик. Доктор фізико-математичних наук (1966), професор (1967). Лауреат Державної премії у галузі науки і техніки Казахської РСР (1975).

## Життєпис
Закінчив Ленінградський університет (1958).
1960—1966 — працював у Ленінградському політехнічному інституті;
1966—1981 — завідував кафедрою вищої математики Київського інституту інженерів цивільної авіації
З 1981 — завідував кафедрою вищої математики Київського економічного університету.
Був одружений. Має 3 дітей.

## Науковець
Проводив наукові дослідження з операційного числення, теорії лінійних диференціальних рівнянь з періодичними коефіцієнтами, асимптотичних методів їх перетворення, нескінченних систем диференціальних рівнянь, наближених методів інтегрування диференціальних рівнянь, теорії диференціальних рівнянь із загаяним та відхильним аргументом, теорії різницевих рівнянь, теорії гіроскопів, теорії випадкових процесів, задачі коливань пружних тіл.
Під науковим керівництвом професора К. Г. Валєєва захистили дисертації більше 40 аспірантів, серед яких четверо захистили докторські дисертації.

## Праці
Усього видав понад 700 наукових публікацій (статті, методичні розробки, тези доповідей на конференціях, публікації в товаристві «Знання»). Основні праці:
1. Бесконечные системы дифференциальных уравнений. Алма-Ата, 1974 (співавт.);
2. Построение функций Ляпунова. К., 1981 (співавт.);
3. Расщепление спектра матриц. К., 1986;
4. Принцип сведения для разностных уравнений. Баку, 1991 (співавт.);
5. Оптимизация линейных систем со случайными коэффициентами. Москва, 1996 (співавт.);
6. Вища математика: В 2 т. К., 2001–02 (співавт.);
7. Операційне числення та його застосування. К., 2003 (співавт.).